# アッタポル・プスパコム
アッタポル・プスパコム（タイ語: อรรถพล ปุษปาคม、1962年10月1日 - 2015年4月16日）は、タイ王国・チョンブリー県出身の元サッカー選手、元サッカー指導者。

## 来歴
1985年から1998年までの間、タイ代表選手として85試合に出場し、13得点を記録した。

### BECテロ・サーサナFC
1998年に引退後、2001年にBECテロ・サーサナFCのアシスタント・コーチに就任し、指導者としてのキャリアをスタートさせた。2001-02シーズンのタイ・プレミアリーグを制したPichai Pituwong監督の後任として2002-03シーズンから監督に就任した。
AFCチャンピオンズリーグ2002-2003はグループリーグ初戦で鹿島アントラーズと引き分けると、第2節の大田シチズン、第3節の上海申花に連勝してグループAで1位になり、準決勝に進出した。準決勝はFCパフタコール・タシュケントに2戦合計スコア3-2で競り勝ち、アル・アインFCとの決勝に進んだが、2戦合計スコア1-2で敗れ、準優勝に終わった。
プレミアリーグは2002-03、2003-04シーズンと2年連続で準優勝に終わった。

### ブリーラム・ユナイテッドFC
2010年、ムアントン・ユナイテッドFCを離れ、ブリーラム・ユナイテッドFCの監督に就任した。2010シーズンは6月と10月の2回、プレミアリーグの月間最優秀監督賞を受賞した。
2011年、プレミアリーグ過去最高記録の85ポイントを獲得し、クラブ通算2回目の優勝を決めた。2011シーズンはタイFAカップとタイ・リーグカップでも優勝し、国内三冠を達成した。
AFCチャンピオンズリーグ2012はグループリーグ初戦の柏レイソル、第2節の広州恒大に連勝したが、その後、四連敗して最下位で敗退した。2012シーズンはプレミアリーグは4位と低迷したが、FAカップとリーグカップの二冠を達成した。
AFCチャンピオンズリーグ2013は5月1日に行われたグループリーグ最終節FCソウル戦の後半にテーラトン・ブンマタンのゴールで追いつき、クラブ史上初めてグループリーグを突破した。しかし、5月3日にブリーラム・ユナイテッド監督を辞任してバンコク・グラスFC監督に就任することが発表された。2013シーズンはプレミアリーグの年間最優秀監督賞を受賞した。ブリーラム・ユナイテッド監督時の4月、バンコク・グラス監督時の9月には月間最優秀監督賞も受賞した。

### ポリス・ユナイテッド
2015年4月16日、死去した。

## 所属クラブ
- 1985年 - 1990年  タイ・ポートFC
- 1990年 - 1991年  パハンFA
- 1991年 - 1994年  タイ・ポートFC
- 1994年 - 1996年  パハンFA
- 1996年 - 1998年  ストック・エクスチェンジ・オブ・タイランドFC

## 代表歴
- 1985年 - 1998年  タイ代表

## 指導歴
- 2002年 - 2004年  BECテロ・サーサナFC
- 2006年  ゲイラン・ユナイテッドFC
- 2007年 - 2008年  クルン・タイ・バンクFC
- 2009年  TTMサムットサーコーンFC
- 2009年  ムアントン・ユナイテッド
- 2010年 - 2013年  ブリーラム・ユナイテッドFC
- 2013年 - 2014年  バンコク・グラスFC
- 2014年 - 2015年  ポリス・ユナイテッドFC

## タイトル

### 選手
タイ・ポートFC
- コー・ロイヤルカップ 優勝 (2) : 1985, 1990

パハンFA
- マレーシア・スーパーリーグ 優勝 (1) : 1995
- マレーシアカップ 準優勝 (2) : 1994, 1995
- マレーシアFAカップ 準優勝 (1) : 1995
- スルタン・ハジ・アーマド・シャー・カップ 準優勝 (1) : 1995

### 指導者
BECテロ・サーサナFC
- タイ・プレミアリーグ 準優勝 (2) : 2002-03, 2003-04
- AFCチャンピオンズリーグ 準優勝 (1) : 2002-03
- 東南アジアクラブ選手権 準優勝 (1) : 2003

クルン・タイ・バンクFC
- タイ・プレミアリーグ 準優勝 (1) : 2007

ムアントン・ユナイテッドFC
- タイ・プレミアリーグ 優勝 (1) : 2009

ブリーラム・ユナイテッドFC
- タイ・プレミアリーグ 優勝 (1) : 2011
  - 準優勝 (1) : 2010
- タイFAカップ 優勝 (2) : 2011, 2012
- タイ・リーグカップ 優勝 (2) : 2011, 2012
- コー・ロイヤルカップ 優勝 (1) : 2013
  - 準優勝 (1): 2012
- トヨタプレミアカップ 優勝 (1) : 2011
  - 準優勝 (1) : 2012

バンコク・グラスFC
- タイFAカップ 準優勝 (1) : 2013

### 個人
- タイ・プレミアリーグ 最優秀監督賞 (3) : 2001-02, 2009, 2013